# Peter te Nuyl
Peter te Nuyl (Hilversum, 1955) is een Nederlandse regisseur en schrijver van toneel, opera en hoorspel. 

## Biografie
Peter te Nuyl werd geboren in 1955 in Hilversum. Hij regisseerde toneelstukken uit het wereldrepertoire bij een aantal grote toneelgezelschappen in Nederland. Hij schreef en monteerde regelmatig eigen stukken voor radio en theater op basis van werk en biografisch materiaal van schrijvers en kunstenaars.
Bij De Nederlandse Opera, de Nationale Reisopera en een aantal Duitse operahuizen regisseerde Te Nuyl opera’s uit het wereldrepertoire en vele nieuwe werken. Hij schreef de libretti van nieuwe opera’s van Klaas de Vries en Henk Alkema.
Hij werkt de laatste jaren ook veelvuldig als autonoom geluidscomponist. Werk van hem werd onder meer uitgezonden bij de VPRO en de WDR. Als coach draagt hij zijn kennis en ervaring over aan jonge schrijvers, regisseurs, ontwerpers en dirigenten.
Daarnaast schrijft, bewerkt en regisseert hij audio en (muziek)theater. Vanaf 1979 heeft hij producties geschreven en geregisseerd voor de Nederlandse radio. 

## Werken

### Theater
Tussen 1981 en 1998 regisseerde Te Nuyl stukken van onder andere Ibsen, Jean Racine, Euripides, William Butler Yeats, Maurice Maeterlinck, Luigi Pirandello, Alan Ayckbourn en Anton Tsjechov bij een aantal grote toneelgezelschappen in Nederland. 
Van het Friestalig toneelgezelschap Tryater was te Nuyl van 1990 tot 1993 artistiek leider.
Hij schreef en monteerde stukken voor radio en theater op basis van werk en biografisch materiaal van onder andere Frederik van Eeden, Dylan Thomas, Toergenjev en Heinrich von Kleist. In 1991 schreef hij, gebaseerd op 15e-eeuwse Friese kronieken, De Ondergang van Friesland.

### Muziektheater
Vanaf 1978 schrijft en regisseert Te Nuyl ook muziektheater. Hij deed regies van werken van Luciano Berio en Simeon ten Holt, en de opera Erendira van Klaas de Vries, waarvoor hij ook het libretto schreef.
In 2004 ging de opera Bonifacius van Henk Alkema en Peter te Nuyl in première.
Bij de Nederlandse opera regisseerde hij zowel de Parijse (1990) als de Weense versie (1993) van Glucks Orfeo ed Euridice. Bij de Nationale Reisopera regisseerde hij Dvořáks Rusalka, Kurt Weills Mahagony, Wagners Der Fliegende Hollander, de wereldpremière van Huub Kerstens' Creon, waarvoor hij ook het libretto schreef, en Debussy's Pelléas et Mélisande.
In Neurenberg regisseerde hij Leonard Bernsteins Kaddish, in Berlijn een scenisch-concertante The Rake's Progress. In Weimar Gluck’s Orfeo. In 2009 monteerde hij in Dortmund een scenisch-concertante Midzomernachtsdroom (Shakespeare, Mendelssohn, Henze). In 2010 realiseerde hij een scenisch-concertante Erwartung van Schönberg en de scenische première van Phoenix van Christian Jost, van wie hij in 2011 de opera Hamlet regisseerde.

### Radio/audio
Bij NOS, KRO en NPS realiseerde hij sinds 1979 radiofonische stukken: mengvormen van drama, documentaire, opera en experimentele radiofonie. 
Begin 1996 maakte hij een integrale live-radioversie van het vier uur durende toneelstuk De Duivel en God van Jean-Paul Sartre. Het Gedruisch, een persoonlijk document over de Nederlandse hoorspeltraditie, kreeg in 1997 bij de Prix Italia een speciale vermelding.
In 1997-1998 realiseerde hij, samen met Krijn ter Braak, de dertig-delige radiobewerking van de integrale Metamorfosen (Ovidius) (speciale vermelding Prix Italia 1998).
Van 2002 tot 2006 werkte hij aan de bewerking en regie van de 120 uur durende hoorspelserie Het Bureau naar de gelijknamige roman van J.J. Voskuil.
Voor de NPS bewerkte hij 75 Bommel-verhalen van Marten Toonder als langlopende hoorspelserie.
Op cd verscheen Lobith, het eerste deel van een audiografisch vierluik van Nederland. Hij werkt aan het tweede deel van dit vierluik, Wadden, een geluidsinstallatie. 
Voor De Hoorspelfabriek maakte Te Nuyl een dubbel-cd met audiobewerkingen van verhalen van Belcampo.

### Bijbel
Peter te Nuyl werkt aan een hoorspelversie van de hele Bijbel. In 2008 zag een pilot-cd met fragmenten uit enkele Bijbelboeken het licht. In 2012 verschenen acht volledige Bijbelboeken op cd. De voltooiing van het project zal nog enkele jaren vergen.
Op dit moment werkt Te Nuyl, naast de Bijbelbewerking, voornamelijk aan autonome geluidswerken.